# استلج
استلج یکی از روستاهای استان قزوین می‌باشد. این روستا در شهرستان آوج، خرقان شرقی، و ۱۵ کیلومتری کلنجین واقع شده‌است. مردمانش به زبان ترکی آذربایجانی سخن میگویند. از محصولات کشاورزی این روستا می توان به نخود و گندم اشاره کرد. پرورش سنتی گاو و گوسفند نیز در این روستا رواج دارد.این روستا زمستان های برفی دارد و بیشتر اوقات محور های مواصلاتی به این روستا در اثر کولاک مسدود می گردد.

## استلج در فرهنگ جغرافیایی ایران
معنی استلج در لغت نامه دهخدا
استلج. [ ] (اِخ ) قصبه ای جزء دهستان خرقان شرقی بخش آوج شهرستان قزوین ، ۳۰۰۰۰، گزی جنوب خاور مرکز بخش در کوهستان ، سردسیر، دارای 2000تن سکنه ، آب آن از شعبه ٔ رودخانه ٔ محلی ، محصول آن غلات ، سیب زمینی ، میوه جات ، قلمستان ، صنایع دستی آن قالیچه و جاجیم بافی ، شغل اهالی زراعت و راه مالرو دارد. (فرهنگ جغرافیایی ایران ج ۱ ص ۱۱).